# کوئیتمن (تگزاس)
کوئیتمن، تگزاس(به انگلیسی: Quitman, Texas) شهری در ایالت تگزاس از ایالات جنوبی ایالات متحده آمریکا است. در سرشماری سال ۲۰۰۰، جمعیت این شهر ۲۰۳۰ نفر اعلام شد.